# Зузана Брабцова
Зузана Брабцова (на чешки: Zuzana Brabcová) е чешка писателка на произведения в жанра драма.

## Биография и творчество
Зузана Брабцова е родена на 23 март 1959 г. в Прага, Чехословакия, в семейството на литературния критик и историк Иржи Брабец и литературната историчка, редакторка и преводачка Зина Трохова. След завършването на гимназия през 1978 г. тя не може да учи в университет по политически причини заради това, че баща ѝ е подписал дисидентската „Харта 77“. Работи като библиотекарка в университетската библиотека в Прага, но впоследствие не може да заема и тази длъжност, затова работи като чистачка в болница. След падането на комунистическия режим работи в Министерството на външните работи, след което става редактор на няколко издателства – „Český spisovatel“, „Hynek“ и „Garamond“.
Преди 1989 г. публикува в самиздат. Първият ѝ роман официално публикуван роман „Daleko od stromu“ (Далеч от дървото) е издаден през 1984 г. от чешкото издателство в изгнание „Индекс". За романа става първата получателка на наградата „Иржи Ортен“ през 1987 г.
Следват романите ѝ „Zlodějina“ (Кражбата) през 1995 г. и „Rok perel“ (Година на перлите) през 2000 г. Романът „Година на перлите“ става бестселър и е първият чешки роман, който третира темата за лесбийска любов.
През 2012 г. е издаден романа ѝ „Тавани“. Главната героиня, Ема Черна, е жена на средна възраст и е пристрастена към хапчетата, за което е приета в най-голямата пражка психиатрична клиника. Там тя прави своята болезнена равносметка на живота си – болезнените спомени, неизживените провали и смисъла на живота. Книгата получава най-важната награда на чешката литературна сцена – „Магнезия Литера“ за художествена литература и книга на годината.
Последният ѝ роман „Волиери“ е публикуван през 2015. Романът е документално-поетичен дневник, представящ интимно откровение за невротичното, свръхчувствително възприемане на света. В него писателката говори за болката, самотата, отчаянието и празнотата са по-непоносими от самите болка, самота, отчаяние и празнота, чрез метафори, лиризъм и разголена си гротескност. Книгата получава наградата „Йозеф Шкворецки“ през 2017 г.
Зузана Брабцова умира на 20 август 2015 г. в Прага, Чехия.

## Произведения
Самостоятелни романи
- Ovčí brána (1980-те) – не е публикуван
- Daleko od stromu (1984) – награда „Иржи Ортен“ (1987)
- Zlodějina (1995)
- Rok perel (2000)
- Stropy (2012) – награда „Магнезия Литера“ (2013)
Тавани, изд.: ИК „Персей“, София (2019), прев. Деница Проданова Деница Проданова
- Voliéry (2015) – награда „Йозеф Шкворецки“
Волиери, изд. „Сонм“ София (2018), прев. Луиза Бусерска